# استوکلی کارمایکل
کوام تور (انگلیسی: Stokely Carmichael; ۲۹ ژوئن ۱۹۴۱ – ۱۵ نوامبر ۱۹۹۸) اهل ترینیداد و توباگو یک شخصیت برجسته جنبش حقوق مدنی و جنبش جهانی پان آفریقایی بود.
او در آمریکا بزرگ شد و در دانشگاه هاوارد شروع به تحصیل کرد و از همان ابتدا یک فعال حقوق مدنی بود. او در نهایت در جنبش سیاه پوستان شروع به فعالیت کرد. ابتدا به عنوان رهبر کمیته هماهنگی دانشجویان علیه خشونت SNCC و سپس به عنوان نخست‌وزیر افتخاری حزب سیاه پوستان BPP و در نهایت به عنوان رهبر حزب انقلابی مردم آفریقا برگزیده شد.
در اولین سال دانشگاه در سال ۱۹۶۱، او با فعالین جنبش مدنی به نام سوارکاران آزادی همراه شد. وی چندین بار بخاطر فعالیت‌هایش دستگیر شد و سالهای زیادی را در زندان سپری کرد. در مجموع ۳۶ بار دستگیر شد.